# Bagac
Bagac è una municipalità di quarta classe delle Filippine, situata nella Provincia di Bataan, nella Regione del Luzon Centrale.
Bagac è formata da 14 baranggay:
- Atilano L. Ricardo
- Bagumbayan (Pob.)
- Banawang
- Binuangan
- Binukawan
- Ibaba
- Ibis
- Pag-asa (Wawa-Sibacan)
- Parang
- Paysawan
- Quinawan
- San Antonio
- Saysain
- Tabing-Ilog (Pob.)